# Contratto con l'America
Il contratto con l'America è un documento redatto dal Partito Repubblicano degli Stati Uniti d'America in occasione delle elezioni del Congresso del 1994, su ispirazione del candidato Newt Gingrich (che sarebbe poi diventato lo speaker della Camera nella seconda metà degli anni '90).
Tale contratto prevedeva delle dichiarazioni di intenti, ovvero delle proposte in dieci punti che una eventuale maggioranza repubblicana alla Camera avrebbe messo in atto entro i primi cento giorni di legislatura, facendo leva sulle paure del cittadino medio. Il contratto ebbe un importante successo per i repubblicani, avviando la cosiddetta Rivoluzione Repubblicana con le elezioni di midterm di quell'anno, in quanto i repubblicani guadagnarono effettivamente e in maniera duratura la maggioranza dei seggi alla Camera dei Rappresentanti come non accadeva da moltissimi anni, ma bisogna aggiungere che gli impegni non sono stati completamente rispettati.

## Struttura
Il contratto si articola principalmente in due parti:
- Programma del primo giorno;
- Programma dei primi cento giorni;

### Programma del primo giorno
Dopo un preambolo informale, in cui si richiamano i valori che ispirano l'agire repubblicano, il contratto parte dal programma del primo giorno, che riguardava le proposte che i repubblicani si sarebbero impegnati ad attuare il primo giorno di apertura del 104º congresso, ovvero:
- impegno per il Congresso a sottostare alle stesse leggi che si applicano ad ogni cittadino americano;
- taglio di un terzo del personale del Congresso;
- taglio del bilancio del Congresso.

### Programma dei primi cento giorni
In seguito, i deputati repubblicani si impegnarono a mettere al voto dieci progetti di legge, riassunti in dieci punti:
1. introduzione nella Costituzione di un emendamento che avrebbe obbligato il governo a mantenere il bilancio in pareggio;
2. lotta alla criminalità;
3. riforma del welfare;
4. protezione dei bambini;
5. agevolazioni fiscali per le famiglie;
6. rafforzamento della difesa nazionale;
7. aumento dell'età lavorativa;
8. riduzione delle regolamentazioni;
9. riforma del sistema giudiziario;
10. limite ai mandati dei politici.

## Realizzazione del programma
Il Partito Repubblicano, una volta raggiunta la maggioranza alla Camera, si impegnò ad attuare le promesse fatte nel contratto, con risultati diversi. Alcune leggi furono effettivamente approvate dal Congresso, ma molte si impantanarono nell'iter legislativo: alcune proposte di leggi furono bocciate dalla stessa Camera, mentre altre furono respinte dal Senato o dalle commissioni parlamentari, altre ancora subirono il veto del presidente Bill Clinton. In alcuni casi, tuttavia, si giunse ad una mediazione fra la Camera e il presidente stesso, che portò all'effettiva attuazione di alcune delle proposte (come il Personal Responsibility Act sul welfare, dapprima respinto dal presidente e poi approvato con delle modifiche). Le modifiche costituzionali (come l'emendamento che prevedeva un limite di dodici anni di permanenza al Congresso), invece, furono approvate con una maggioranza insufficiente e quindi respinte.
In generale, buona parte del contratto disattese le aspettative, mentre le proposte approvate subirono modifiche che fecero perdere parte dell'efficacia promessa.

### Ispirazioni estere: il "Contratto con gli italiani" del 2001 (Italia)
Il successo del contratto fu poi replicato da Silvio Berlusconi in Italia nel 2001 (con il cosiddetto Contratto con gli italiani), il quale, sfruttando la stessa leva emotiva che aveva caratterizzato il contratto con l'America, aveva stilato un programma in cinque punti da attuare entro i primi cento giorni di governo.